# 蒂鲁瓦纳马莱
蒂鲁瓦纳马莱（Tiruvannamalai），是印度泰米尔纳德邦Tiruvanamalai县的一个城镇。总人口130301（2001年）。

## 人口
该地2001年总人口130301人，其中男性66026人，女性64275人；0—6岁人口14146人，其中男7330人，女6816人；识字率74.37%，其中男性为80.96%，女性为67.60%。